# Roberto Vallejos
Roberto Vallejos (San Luis, Argentina; 17 de agosto de 1968) es un actor argentino de cine y televisión.

## Carrera
Comenzó estudiando en el Conservatorio Nacional y continuó su carrera actoral en el instituto de teatro del reconocido director Agustín Alezzo.
Después de incursionar en cine y en teatro, tuvo su primer trabajo en televisión en el año 2003 como contrafigura de Osvaldo Laport en Soy gitano. 
En 2005 logró el papel coprotagónico de la novela Hombres de honor y participó en varios capítulos del unitario Mujeres asesinas.
En 2009 formó parte del elenco de la telenovela Valientes.

## Filmografía
| Año  | Título                               | Director           | Personaje         | Notas        |
| ---- | ------------------------------------ | ------------------ | ----------------- | ------------ |
| 1998 | El faro                              | Eduardo Mignogna   | Michi             |              |
| 2000 | Plata quemada                        | Marcelo Piñeyro    | Parisi            |              |
| 2001 | Cabeza de tigre                      | Claudio Etcheberry | Mariano Moreno    |              |
| 2001 | Ni vivo, ni muerto                   | Víctor Jorge Ruiz  |                   |              |
| 2002 | Nowhere                              | Luis Sepúlveda     | Alberto (soldado) |              |
| 2003 | Rojo Eva                             | Paula Hernández    | Minero oponente   | Cortometraje |
| 2003 | Cleopatra                            | Eduardo Mignogna   | Toto              |              |
| 2005 | El buen destino                      | Leonor Benedetto   | Orlando           |              |
| 2009 | El corredor nocturno                 | Gerardo Herrero    | Hugo Ruibal       |              |
| 2009 | Paco                                 | Diego Rafecas      | Dany              |              |
| 2012 | Quiero morir en tus brazos           | Víctor Jorge Ruiz  | Eduardo           |              |
| 2014 | Gato negro                           | Gastón Gallo       | Claudio           |              |
| 2014 | El grito en la sangre                | Fernando Musa      | Tape Ledesma      |              |
| 2016 | Gilda, no me arrepiento de este amor | Lorena Muñoz       | Ricky Leonar      |              |
| 2016 | Paternóster, la otra mirada          |                    |                   |              |

## Televisión
| Año  | Título                          | Canal       | Personaje                  | Notas                                  |
| ---- | ------------------------------- | ----------- | -------------------------- | -------------------------------------- |
| 1998 | La condena de Gabriel Doyle     | Canal 9     | Diariero                   |                                        |
| 2003 | Soy gitano                      | El Trece    | Julián Ignacio Jordán      |                                        |
| 2004 | Padre Coraje                    | El Trece    | Pedro Olmos Rey            |                                        |
| 2005 | Mujeres asesinas                | El Trece    | Jorge                      | Ep: "Margarita, la maldita"            |
| 2005 | Mujeres asesinas                | El Trece    | Ricardo                    | Ep: "Carmen, hija"                     |
| 2005 | Hombres de honor                | El Trece    | Silvio Urzi                |                                        |
| 2006 | El tiempo no para               | Canal 9     | Tesoro                     |                                        |
| 2006 | Mujeres asesinas                | El Trece    | Diego                      | Ep: "Laura, madre amante"              |
| 2006 | Mujeres asesinas                | El Trece    | Orlando                    | Ep: "María, creyente"                  |
| 2006 | Mujeres asesinas                | El Trece    | Fabio                      | Ep: "Mara, alucinada"                  |
| 2007 | Mujeres asesinas                | El Trece    | Negro                      | Ep: "Milagros, pastora"                |
| 2007 | Mujeres de nadie                | El Trece    | César                      |                                        |
| 2009 | Valientes                       | El Trece    | Omar                       |                                        |
| 2011 | Los únicos                      | El Trece    | Miller                     |                                        |
| 2011 | El hombre de tu vida            | Telefe      | Negro                      |                                        |
| 2011 | El elegido                      | Telefe      | Rafael                     |                                        |
| 2012 | Amores de historia              | Canal 9     | Lucio                      | Ep: "Lucio, Eliana y Carlos"           |
| 2013 | Historias de corazón            | Telefe      | Oscar                      | Ep: "Solas, desesperadas y en carrera" |
| 2014 | Camino al amor                  | Telefe      | Camilo                     |                                        |
| 2016 | Los ricos no piden permiso      | El Trece    | Dardo                      | Actor Invitado                         |
| 2016 | La última hora                  | TV Pública  | Barletta                   | Ep: "Los esfínteres del boxeador"      |
| 2017 | Amar después de amar            | Telefe      | Vicente Fazzio             |                                        |
| 2017 | Balas perdidas                  | TV Pública  | Román Acevedo              |                                        |
| 2018 | El marginal                     | TV Pública  | Guardiacárcel Godoy        | Personaje recurrente                   |
| 2019 | Apache, la vida de Carlos Tévez | Netflix     | Hugo                       | 5 episodios                            |
| 2019 | El Tigre Verón                  | El Trece    | Norberto "Satán" Rodríguez |                                        |
| 2019 | Tu parte del trato              | El Trece    | Rodrigo Blanco             |                                        |
| 2023 | Barrabrava                      | Prime Video | Luna                       |                                        |

## Teatro
- Háblame como la lluvia y déjame escuchar
- Hablamos a calzón quitado
- El viaje de Pedro
- El puente
- El picaporte
- El negro va-lejos"

(unipersonal)
- "Dignidad"